# Adam Kubert

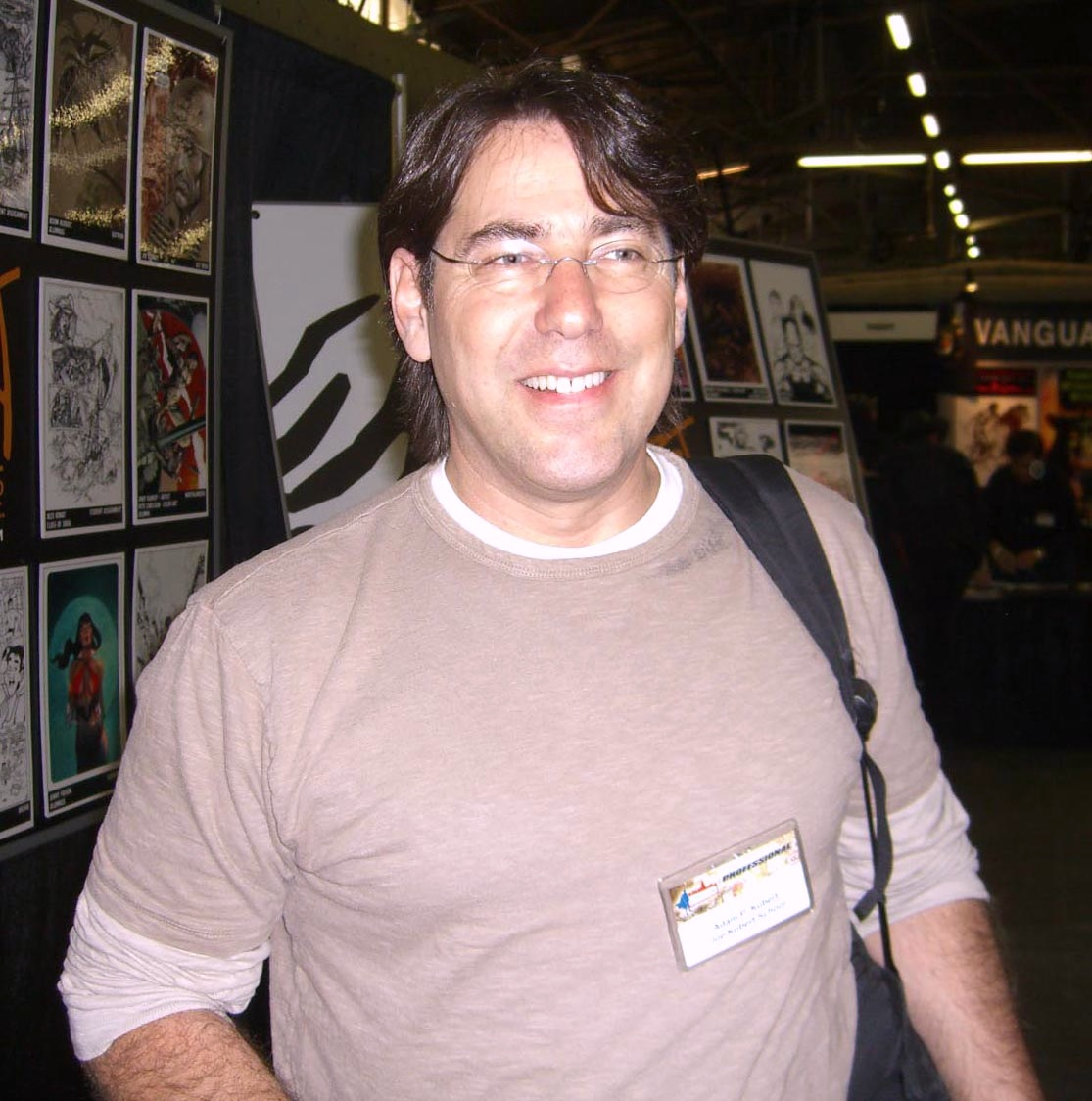
Adam Kubert auf der Big Apple Convention, 2009

Adam Kubert (* 6. Oktober 1959 in Boonton, New Jersey) ist ein US-amerikanischer Comiczeichner.

## Leben und Arbeit
Kubert ist der älteste Sohn von Joe Kubert, dem Begründer der Joe Kubert School of Cartoon and Graphic Art und einem der „Altmeister“ des modernen US-amerikanischen Science-Fiction-Comics.
Wie sein jüngerer Bruder Andy Kubert folgte Adam Kubert dem beruflichen Vorbild des Vaters nach und begann in den 1980er Jahren als hauptberuflicher Comiczeichner zu arbeiten. Zuvor hatte er einen Abschluss in der Anfertigung medizinischen Bildmaterials am Rochester Institute of Technology erworben und die Zeichenschule seines Vaters in Dover, New Jersey, besucht und sich bereits als Elfjähriger als „Letterer“ betätigt, das heißt als Zeichner, der die Texte eines Comicheftes nach der Fertigstellung der Zeichnungen Buchstabe für Buchstabe in die Sprechblasen einträgt.
Kubert, zu dessen künstlerischen Einflüssen neben seinem Vater Frank Miller, Will Eisner, Jim Steranko und Alex Toth zählen, übernahm zunächst, der „Familientradition“ folgend, Engagements bei dem Verlag Marvel Comics, der schon die hauptsächliche künstlerische Heimat seines Vaters gewesen war. Für Marvel arbeitete er in den 1980er und 1990er Jahren an Serien wie Wolverine (mit Autor Larry Hama), The Incredible Hulk (mit Autor Peter David), sowie an diversen Serien über die mutantischen Superhelden „The X-Men“ wie Uncanny X-Men oder Ultimate X-Men (u. a. mit Mark Millar). Weitere häufige Partner Kuberts waren in der Vergangenheit die Tuschezeichner Mark Farmer, Danny Miki und John Dell, sowie der Kolorist Richard Isanove. Als Tuscher betätigte Kubert sich ausnahmsweise, als er in den frühen 1990er Jahren die von seinem Bruder illustrierte, bei DC Comics erschienene Miniserie Batman vs. Predator inkte.
Nachdem er gemeinsam mit Mark Millar einige Ausgaben der Serie Ultimate Fantastic Four gestaltet hatte, wechselte Kubert 2005 zu Marvels Konkurrenzverlag DC-Comics, bei dem er, wie auch sein Bruder, einen Exklusivvertrag mit mehrjähriger Laufzeit unterschrieb.
2006/2007 illustrierte Kubert die von dem Filmregisseur Richard Donner und dem hauptberuflichen Comicautoren Geoff Johns gemeinsam verfasste, in der Serie Action Comics erschienene, mehrteilige Science-Fiction-Saga Superman: Kryptons letzter Sohn (Last Son), die ein epochales Abenteuer des Superhelden Superman zum Inhalt hat. Last Son stieß dabei auf ein erhebliches mediales Echo – so berichtete unter anderem die Zeitschrift Entertainment Weekly von dem Projekt – und wurde ein erheblicher kommerzieller Erfolg, was sich in mehreren Nachdrucken der Comichefte, in denen sie erschien, niederschlug. Weitere Arbeiten Kuberts für DC stellen die Cover-Zeichnungen für die Serie Hawkman sowie Zeichnungen für Clash dar.
Darüber hinaus betätigt sich Kubert, als zentrales Charakteristikum von dessen Zeichnungen die raue Dynamik seiner Figuren, Hintergründe und Bewegungsdarstellungen gilt, als Dozent an der Joe Kubert School of Cartoon and Graphic Art.